# Bolsa de Armenia
La Bolsa de Valores de Armenia (AMX, NASDAQ OMX Armenia, en idioma armenio: Հայաստանի ֆոնդային բորսան, Hayastani fondayin borsan) es la única bolsa de valores que opera en Armenia. Establecida febrero de 2001. Originalmente llamado como la Bolsa de Valores de Armenia, el 27 de enero de 2009 pasó a llamarse NASDAQ OMX Armenia.
Desde 1995, la Bolsa de Valores de Armenia ha sido miembro de la Federación de Bolsas Euroasiáticas. La sede de la Federación se encuentra en Ereván.

## Actividad
La actividad principal de la Bolsa de Valores es la organización de negociación de acciones, bonos corporativos, bonos del gobierno, instrumentos REPO, comercio de divisas y recursos de crédito, listado de valores, oferta pública de valores y divisas, información sobre compañías.
De acuerdo con la Ley armenia sobre Regulación del Mercado de Valores, la Bolsa también está autorizada para llevar a cabo el registro de valores.